# Carel Godin de Beaufort
Jonkheer Carel Pieter Anthonie Jan Hubertus Godin de Beaufort, Heer van Maarn en Maarsbergen (* 10. April 1934 in Maarsbergen, Niederlande; † 2. August 1964 in Köln) war ein niederländischer Formel-1-Rennfahrer.

## Karriere
De Beaufort nahm ab dem 4. August 1957 an 31 Grands Prix teil (28 Starts) und erzielte insgesamt vier WM-Punkte. Beim Training zum Großen Preis von Deutschland 1964 auf dem Nürburgring verunglückte er in seinem privaten Porsche 718 aus dem Jahr 1961 tödlich. De Beaufort hatte Startplatz 23 erreicht, als an seinem Wagen eine defekte Felge entdeckt wurde. Trotzdem startete er noch zu einer gezeiteten Runde. Im Streckenabschnitt Bergwerk verlor er die Kontrolle über seinen Porsche, kam von der Fahrbahn ab und schlug gegen einen Baum. De Beaufort wurde aus dem Wagen geschleudert und war gelähmt, da sein Rückenmark verletzt worden war. Er wurde in ein Krankenhaus nach Koblenz gebracht und dann in ein Krankenhaus nach Köln verlegt, wo er seinen Verletzungen erlag.
|  |  |

## Statistik

### Statistik in der Automobil-Weltmeisterschaft

#### Gesamtübersicht
| Saison | Team               | Chassis        | Motor           | Rennen | Siege | Zweiter | Dritter | Poles | schn. Rennrunden | Punkte | WM-Pos. |
| ------ | ------------------ | -------------- | --------------- | ------ | ----- | ------- | ------- | ----- | ---------------- | ------ | ------- |
| 1957   | Ecurie Maarsbergen | Porsche 550 RS | Porsche 1.5 F4  | 1      | −     | −       | −       | −     | −                | −      | NC      |
| 1958   | Ecurie Maarsbergen | Porsche RSK    | Porsche 1.5 F4  | 2      | −     | −       | −       | −     | −                | −      | NC      |
| 1959   | Ecurie Maarsbergen | Porsche RSK    | Porsche 1.5 F4  | 1      | −     | −       | −       | −     | −                | −      | NC      |
| 1959   | Scuderia Ugolini   | Maserati 250F  | Maserati 2.5 L6 | 1      | −     | −       | −       | −     | −                | −      | NC      |
| 1960   | Ecurie Maarsbergen | Cooper T51     | Climax 1.5 L4   | 2      | −     | −       | −       | −     | −                | −      | NC      |
| 1961   | Ecurie Maarsbergen | Porsche 718    | Porsche 1.5 F4  | 6      | −     | −       | −       | −     | −                | −      | NC      |
| 1962   | Ecurie Maarsbergen | Porsche 718    | Porsche 1.5 F4  | 8      | −     | −       | −       | −     | −                | 2      | 16.     |
| 1963   | Ecurie Maarsbergen | Porsche 718    | Porsche 1.5 F4  | 7      | −     | −       | −       | −     | −                | 2      | 14.     |
| 1964   | Ecurie Maarsbergen | Porsche 718    | Porsche 1.5 F4  | 1      | −     | −       | −       | −     | −                | −      | NC      |
| Gesamt | Gesamt             | Gesamt         | Gesamt          | 28     | −     | −       | −       | −     | −                | 4      |         |

#### Einzelergebnisse
| Saison | 1   | 2  | 3   | 4  | 5   | 6   | 7   | 8  | 9  | 10 | 11 |
| ------ | --- | -- | --- | -- | --- | --- | --- | -- | -- | -- | -- |
| 1957   |     |    |     |    |     |     |     |    |    |    |    |
|        |     |    |     |    | 14  |     |     |    |    |    |    |
| 1958   |     |    |     |    |     |     |     |    |    |    |    |
|        |     | 11 |     |    |     |     | DNF |    |    |    |    |
| 1959   |     |    |     |    |     |     |     |    |    |    |    |
|        |     | 10 | 9   |    |     |     |     |    |    |    |    |
| 1960   |     |    |     |    |     |     |     |    |    |    |    |
|        |     |    | 8   |    |     |     |     |    |    |    |    |
| 1961   |     |    |     |    |     |     |     |    |    |    |    |
|        | 14  | 11 | DNF | 16 | 14  | 7   |     |    |    |    |    |
| 1962   |     |    |     |    |     |     |     |    |    |    |    |
| 6      | DNQ | 7  | 6   | 14 | 13  | 10  | DNF | 11 |    |    |    |
| 1963   |     |    |     |    |     |     |     |    |    |    |    |
|        | 6   | 9  |     | 10 | DNF | DNQ | 6   | 10 | 10 |    |    |
| 1964   |     |    |     |    |     |     |     |    |    |    |    |
|        | DNF |    |     |    | DNS |     |     |    |    |    |    |

| Legende  | Legende            | Legende                                                          |
| Farbe    | Abkürzung          | Bedeutung                                                        |
| -------- | ------------------ | ---------------------------------------------------------------- |
| Gold     | –                  | Sieg                                                             |
| Silber   | –                  | 2. Platz                                                         |
| Bronze   | –                  | 3. Platz                                                         |
| Grün     | –                  | Platzierung in den Punkten                                       |
| Blau     | –                  | Klassifiziert außerhalb der Punkteränge                          |
| Violett  | DNF                | Rennen nicht beendet (did not finish)                            |
| Violett  | NC                 | nicht klassifiziert (not classified)                             |
| Rot      | DNQ                | nicht qualifiziert (did not qualify)                             |
| Rot      | DNPQ               | in Vorqualifikation gescheitert (did not pre-qualify)            |
| Schwarz  | DSQ                | disqualifiziert (disqualified)                                   |
| Weiß     | DNS                | nicht am Start (did not start)                                   |
| Weiß     | WD                 | zurückgezogen (withdrawn)                                        |
| Hellblau | PO                 | nur am Training teilgenommen (practiced only)                    |
| Hellblau | TD                 | Freitags-Testfahrer (test driver)                                |
| ohne     | DNP                | nicht am Training teilgenommen (did not practice)                |
| ohne     | INJ                | verletzt oder krank (injured)                                    |
| ohne     | EX                 | ausgeschlossen (excluded)                                        |
| ohne     | DNA                | nicht erschienen (did not arrive)                                |
| ohne     | C                  | Rennen abgesagt (cancelled)                                      |
| ohne     | keine WM-Teilnahme |                                                                  |
| sonstige | P/fett             | Pole-Position                                                    |
| sonstige | 1/2/3/4/5/6/7/8    | Punktplatzierung im Sprint-/Qualifikationsrennen                 |
| sonstige | SR/kursiv          | Schnellste Rennrunde                                             |
| sonstige | *                  | nicht im Ziel, aufgrund der zurückgelegten Distanz aber gewertet |
| sonstige | ()                 | Streichresultate                                                 |
| sonstige | unterstrichen      | Führender in der Gesamtwertung                                   |

### Le-Mans-Ergebnisse
| Jahr | Team                          | Fahrzeug               | Teamkollege      | Platzierung            | Ausfallgrund |
| ---- | ----------------------------- | ---------------------- | ---------------- | ---------------------- | ------------ |
| 1956 | Wolfgang Seidel               | Porsche 550/4 Spyder   | Mathieu Hezemans | Ausfall                | Aufhängung   |
| 1957 | Ed Hugus                      | Porsche 550A RS        | Ed Hugus         | Rang 8 und Klassensieg |              |
| 1958 | Baron Carel Godin de Beaufort | Porsche 550A RS        | Herbert Linge    | Rang 5                 |              |
| 1959 | Baron Carel Godin de Beaufort | Porsche 718 RSK        | Christian Heins  | Ausfall                | Motorschaden |
| 1960 | Baron Carel Godin de Beaufort | Porsche 718/4 RS       | Richard Stoop    | Ausfall                | Motorschaden |
| 1962 | Porsche System Engineering    | Porsche 356B Abarth    | Ben Pon          | Ausfall                | Zündung      |
| 1963 | Porsche System Engineering    | Porsche 356B 2000GS GT | Gerhard Koch     | Ausfall                | Motorschaden |

### Sebring-Ergebnisse
| Jahr | Team                    | Fahrzeug                | Teamkollege          | Platzierung             | Ausfallgrund       |
| ---- | ----------------------- | ----------------------- | -------------------- | ----------------------- | ------------------ |
| 1958 | Art’s Sports Motors     | Porsche 550RS           | Art Bunker           | Ausfall                 | Kupplungsschaden   |
| 1959 | Porsche Auto Company    | Porsche 356A Carrera GT | Huschke von Hanstein | Rang 11 und Klassensieg |                    |
| 1960 | Count Karel de Beaufort | Porsche 356A Carrera    | Jan Bootz            | Rang 11                 |                    |
| 1964 | Count Karel de Beaufort | Porsche 904 GTS         |                      | Ausfall                 | Gaspedal gebrochen |

### Einzelergebnisse in der Sportwagen-Weltmeisterschaft
| Saison | Team                                     | Rennwagen                   | 1   | 2   | 3   | 4   | 5   | 6   | 7   | 8   | 9   | 10  | 11  | 12  | 13  | 14  | 15  | 16  | 17  | 18  | 19  | 20  | 21  | 22  |
| ------ | ---------------------------------------- | --------------------------- | --- | --- | --- | --- | --- | --- | --- | --- | --- | --- | --- | --- | --- | --- | --- | --- | --- | --- | --- | --- | --- | --- |
| 1956   | Gotfrid Köchert                          | Porsche 550                 | BUA | SEB | MIM | NÜR | KRI |     |     |     |     |     |     |     |     |     |     |     |     |     |     |     |     |     |
| 1956   | Gotfrid Köchert                          | Porsche 550                 | 24  |     |     |     |     |     |     |     |     |     |     |     |     |     |     |     |     |     |     |     |     |     |
| 1957   | Ecurie Maarsbergen Ed Hugus              | Porsche 356 Porsche 550     | BUA | SEB | MIM | NÜR | LEM | KRI | CAR |     |     |     |     |     |     |     |     |     |     |     |     |     |     |     |
| 1957   | Ecurie Maarsbergen Ed Hugus              | Porsche 356 Porsche 550     |     |     | 41  | 14  | 8   |     | 10  |     |     |     |     |     |     |     |     |     |     |     |     |     |     |     |
| 1958   | Art’s Sports Motors Porsche              | Porsche 550                 | BUA | SEB | TAR | NÜR | LEM | RTT |     |     |     |     |     |     |     |     |     |     |     |     |     |     |     |     |
| 1958   | Art’s Sports Motors Porsche              | Porsche 550                 |     | DNF |     | 6   | 5   | 8   |     |     |     |     |     |     |     |     |     |     |     |     |     |     |     |     |
| 1959   | Porsche                                  | Porsche 356 Porsche 718 RSK | SEB | TAR | NÜR | LEM | RTT |     |     |     |     |     |     |     |     |     |     |     |     |     |     |     |     |     |
| 1959   | Porsche                                  | Porsche 356 Porsche 718 RSK | 11  |     | DNF | DNF |     |     |     |     |     |     |     |     |     |     |     |     |     |     |     |     |     |     |
| 1960   | Carel Godin de Beaufort Ian Fraser-Jones | Porsche 356 Porsche 718 RS  | BUA | SEB | TAR | NÜR | LEM |     |     |     |     |     |     |     |     |     |     |     |     |     |     |     |     |     |
| 1960   | Carel Godin de Beaufort Ian Fraser-Jones | Porsche 356 Porsche 718 RS  |     | 11  |     | 9   | DNF |     |     |     |     |     |     |     |     |     |     |     |     |     |     |     |     |     |
| 1961   | Ben Pon                                  | Porsche 356                 | SEB | TAR | NÜR | LEM | PES |     |     |     |     |     |     |     |     |     |     |     |     |     |     |     |     |     |
| 1961   | Ben Pon                                  | Porsche 356                 | DNF |     |     |     |     |     |     |     |     |     |     |     |     |     |     |     |     |     |     |     |     |     |
| 1962   | Porsche                                  | Porsche 356                 | DAY | SEB | SEB | MAI | TAR | BER | NÜR | LEM | TAV | CCA | RTT | NÜR | BRI | BRI | PAR |     |     |     |     |     |     |     |
| 1962   | Porsche                                  | Porsche 356                 |     |     |     |     | DNF |     |     |     |     |     |     |     |     |     |     |     |     |     |     |     |     |     |
| 1963   | Porsche                                  | Porsche 356                 | DAY | SEB | SEB | TAR | SPA | MAI | NÜR | CON | ROS | LEM | MON | WIS | TAV | FRE | CCE | RTT | OVI | NÜR | MON | MON | TDF | BRI |
| 1963   | Porsche                                  | Porsche 356                 |     |     |     |     |     |     | DNF |     |     |     |     |     |     |     |     |     |     |     |     |     |     |     |
| 1964   | Carel Godin de Beaufort                  | Porsche 904                 | DAY | SEB | TAR | MON | SPA | CON | NÜR | ROS | LEM | REI | FRE | CCE | RTT | SIM | NÜR | MON | TDF | BRI | BRI | PAR |     |     |
| 1964   | Carel Godin de Beaufort                  | Porsche 904                 | DNF |     |     |     |     |     |     |     |     |     |     |     |     |     |     |     |     |     |     |     |     |     |